# Liste der Orte in der kreisfreien Stadt Nürnberg
Die Liste der Orte in der kreisfreien Stadt Nürnberg listet die 27 amtlich benannten Gemeindeteile (Hauptorte, Kirchdörfer, Pfarrdörfer, Dörfer, Weiler und Einöden) in der kreisfreien Stadt Nürnberg auf.

## Systematische Liste
| Die kreisfreie Stadt Nürnberg mit - dem Hauptort Nürnberg; - den Dörfern Birnthon, Brunn und Kleingründlach; - den Stadtteilen Altenfurt, Boxdorf, Fischbach bei Nürnberg, Gaulnhofen, Großgründlach, Herpersdorf, Katzwang, Kornburg, Moorenbrunn, Neukatzwang, Neunhof, Pillenreuth, Reichelsdorfer Keller, Weiherhaus und Worzeldorf; - den Stadtrandsiedlungen Holzheim und Reutles; - den Weilern Greuth und Netzstall; - den Einöden Holsteinbruch, Steinbrüchlein und Zollhaus und - dem Gut Königshof. |

## A
- Altenfurt

## B
- Birnthon
- Boxdorf
- Brunn

## F
- Fischbach bei Nürnberg

## G
- Gaulnhofen
- Greuth
- Großgründlach

## H
- Herpersdorf
- Holsteinbruch
- Holzheim

## K
- Katzwang
- Kleingründlach
- Königshof
- Kornburg

## M
- Moorenbrunn

## N
- Netzstall
- Neukatzwang
- Neunhof
- Nürnberg

## P
- Pillenreuth

## R
- Reichelsdorfer Keller
- Reutles

## S
- Steinbrüchlein

## W
- Weiherhaus
- Worzeldorf

## Z
- Zollhaus